# Kaakkurijärvi (Gällivare socken, Lappland, 744295-172371)
Kaakkurijärvi är en sjö i Gällivare kommun i Lappland och ingår i Kalixälvens huvudavrinningsområde. Sjön har en area på 0,121 kvadratkilometer och ligger 427,2 meter över havet.

## Delavrinningsområde
Kaakkurijärvi ingår i det delavrinningsområde (744301-172855) som SMHI kallar för Förgrening. Medelhöjden är 439 meter över havet och ytan är 37,6 kvadratkilometer. Det finns inga avrinningsområden uppströms utan avrinningsområdet är högsta punkten. Ala-Leipojoki som avvattnar avrinningsområdet har biflödesordning 3, vilket innebär att vattnet flödar genom totalt 3 vattendrag innan det når havet efter 217 kilometer. Avrinningsområdet består mestadels av skog (68 procent) och sankmarker (31 procent). Avrinningsområdet har 0,43 kvadratkilometer vattenytor vilket ger det en sjöprocent på 1,1 procent.